# Інкерман II
Інкерман II (Інкерман-Другий) — вантажна залізнична станція 2-го класу Кримської дирекції Придніпровської залізниці на лінії Інкерман I — Комишева Бухта. Розташована у Балаклавському районі Севастополя АРК Крим. Пасажирське сполучення по станції відсутнє.

## Загальна характеристика
Станція обслуговує 14 під'їзних колій. Через станцію проходить 27-кілометрова гілка до Комишевої Бухти, якою здійснюються вантажні перевезення. На теперішній час вантажопотік мінімальний.

## Історія
Станція відкрита 1953 року в складі пускової ділянки Інкерман I — Комишева Бухта. Назву отримала за розташуванням за 2 км від неї станції Інкерман I.
1972 року станція електрифікована постійним струмом (= 3 кВ). Саме тут закінчується контактна мережа, яка підходить з боку станції Інкерман I, далі, до станції Комишева Бухта, лінія неелектрифікована.

## Комерційні операції, що виконуються на станції
- Прийом та видача вантажів вагонними та дрібними відправками, що завантажуються цілими вагонами, тільки на під'їзних коліях та місцях незагального користування.